# László Fekete
László Fekete (Budapest, 14 aprile 1954 – 4 marzo 2014) è stato un calciatore ungherese, di ruolo attaccante.

## Carriera
Fu capocannoniere del campionato ungherese nel 1978-1979.